# Dysderoides typhlos
Dysderoides typhlos là một loài nhện trong họ Oonopidae.
Loài này thuộc chi Dysderoides. Dysderoides typhlos được miêu tả năm 1946 bởi Fage.